# Vinyāsa
Vinyāsa ( विन्यास in Sanscrito) è un termine sanscrito spesso utilizzato in relazione a certi tipi di yoga. Si riferisce alla transizione tra due differenti posizioni. Vinyāsa ha molti significati: nyasa (stare) e vi (in modo particolare/speciale). Il termine Vinyāsa può essere anche utilizzato in riferimento ad uno specifico stile di yoga praticato come un solo respiro, legato a un solo movimento

## Descrizione
Maehle (2007:  p. 294) definisce vinyasa come:
Denota una forma di yoga scorrevole e dinamica, connessa con il respiro o pranayama nel quale le transizioni yoga e mudra sono incarnati come collegamenti all'interno e tra gli asana.
Vinyasa è utilizzato anche come un nome per descrivere la sequenza di posizioni eseguite tra Adho Mukha Svanasanas come parte della sequenza del Surya Namaskara (saluto al sole). Anche se questo è più correttamente definito mezzo-vinyasa come pieno-vinyasa ritorna per completare asana in piedi.
Srivasta Ramaswami, autore di The Complete Book of Vinyasa Yoga e discepolo diretto del leggendario insegnante di yoga Krishnamacharya, porta avanti l'essenza di Vinyasa nella pratica asana nel modo seguente:
"From time immemorial the Vedic syllables…are chanted with the correct (high, low, and level) notes. Likewise, sruti (pitch) and laya (rhythm) govern Indian classical music. Classical Sanskrit poetry follows strict rules of chandas (meter), yati (caesura), and prasa (assemblage). Further, in mantra worship, nyasas (usually the assignment of different parts of the body to various deities, with mantras and gestures)—such as Kala nyasa, Matruka nyasa, Tatwa nyasa—are integral parts. Likewise yogasana (yogic poses), pranayama (yogic breathing exercises), and mudras (seals, locks, gestures) have been practiced with vinyasas from time immemorial.
"However, these days, in many places, many great souls who teach yoga do so without the vinyasas. They merely stretch or contract the limbs and proclaim that they are practicing yoga…"»
"Da tempo immemorabile le sillabe Vediche ... sono cantate con le note corrette (alte, basse e di livello) Allo stesso modo, sruti (tono) e laya (ritmo) governano la musica classica indiana. La poesia sanscrita classica segue regole severe di chandas (metro), yati (caesura) e prasa (assemblaggio). Inoltre, nel culto del mantra, nyasas (di solito l'assegnazione di diverse parti del corpo a varie divinità, con mantra e gesti) - come Kala nyasa, Matruka nyasa, Tatwa nyasa- sono parti integranti. Allo stesso modo yogasana (pose yogiche), pranayama (esercizi di respirazione yogica) e mudra (foche, serrature, gesti) sono stati praticati con vinyasas da tempo immemorabile.
"Tuttavia, in questi giorni, in molti luoghi, molte grandi anime che insegnano lo yoga lo fanno senza le Vinyasas, si limitano a distendere o contrarre le membra e proclamano che praticano lo yoga ..."»
Ramaswami prosegue aggiungendo: 
"Proprio come la musica senza il giusto tono (sruti) e il ritmo (laya) non darà la felicità, la pratica yogasana senza l'osservanza delle vinyasas non darà la salute.Qual è il caso, cosa posso dire del lungo vita, forza e altri benefici? "
Molte classi di yoga popolari sono descritte come lezioni di flusso Vinyasa. Queste lezioni si concentrano sul collegamento del respiro con il movimento mentre si scorre attraverso una serie di pose.